# مبدول

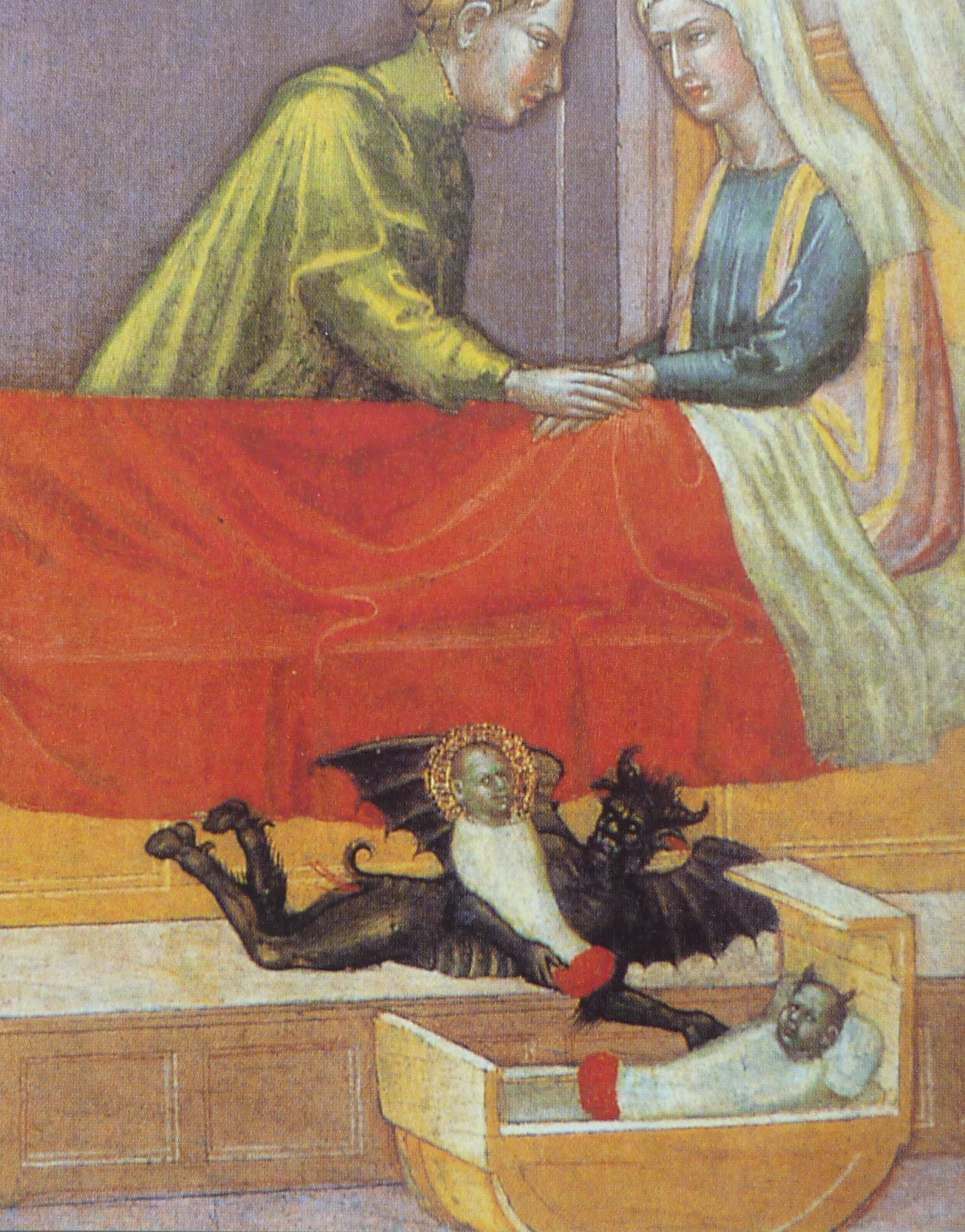
الشيطان يسرق طفلاً خفية ويترك مبدولاً مكانه. أوائل القرن الخامس عشر، تفاصيل "أسطورة القديس ستيفن" لمارتينو دي بارتولوميو.

مَبْدُول أو طِفل مَبدول ((بالإنجليزية: Changeling)‏ أو ما يُشار إليه تاريخياً باسم (أَف أو أُوف "auf or oaf" وتعني غبي، أو أخرق أو طفل الآلف) هو مخلوق شبيه بالإنسان موجود في الفولكلور والدين الشعبي الأوروبيين بل ولا يخلو تراث أمة من الأمم من قصص تدور حول هذا المخلوق الخارق. يُعتقد أنَّ المًبدُولَ هو طِفل خُرافيٌّ تتركه الجنيات مكان طفل بشري تقوم بسرقته فور ولادته. يعد موضوع الطفل المبدول شائعًا في أدبيات العصور الوسطى ويعكس القلق بشأن الأطفال الذين يُعتقد أنهم مصابون بأمراض أو اضطرابات أو إعاقات في النمو غير مبررة.

## الوصف
يمكن التعرف على الطفل المبدول عادة من خلال عدد من السمات؛ ففي الأسطورة الأيرلندية، قد يبدو الطفل الخيالي مريضًا حيث أنَّه لا يستطيع النمو مثله مثل الطفل البشري، وقد يكون له خصائص جسدية ملحوظة مثل اللحية أو الأسنان الطويلة. وأيضًا، قد يُظهرون ذكاءً يفوق سنهم بمراحل، فضلًا عن امتلاكهم بصيرة خارقة.

## المبدول في الاعتقاد العربي
ذكر الباحث حسين محمد حسين أن المبدول أو المبدل يعرف في البحرين ومناطق أخرى في الخليج العربي باسم «إمْبَدَل» و «لمْبَدَل» والجمع «إمْبَدَلين». وأن مصطلح المبدل "خضع في البحرين للتعميم فأصبح الاسم إمْبَدَل في الوقت الراهن يعني طفل مشاغب أو كما يعبر عنه بصفة «شيطان»، ويستخدم أحياناً المصطلح «فلان إمْبَدَل شر». ويعرف المعتقد في فلسطين باسم المُبدَّل والمبدول، وفي مصر يسمى المبدول وبَدَل ، وفي السودان يسمى الطفل البدلي أو المُبدَّل، أما في المغرب العربي فيسمى عند العرب والبربر مبدول ومبدل.

## روابط خارجية
- Chisholm, Hugh, ed. (1911). "Changeling" . Encyclopædia Britannica (بالإنجليزية) (11th ed.). Vol. 5.
- D. L. Ashliman's Changelings page at University of Pittsburgh
- ani.ac